# Keith Gavin
Keith Gavin (12 de agosto de 1985) es un luchador estadounidense de lucha libre. Participó en el Campeonato Mundial de 2013 consiguiendo un 14.º lugar. Ganó dos medallas en el Campeonato Panamericano, de plata en 2011. Dos veces representó a su país en la Copa del Mundo, en 2014 clasificándose en la 3.ª posición. Tercero en Campeonato Mundial Universitario de 2008.